# جورج ألبويو
جورج ألبويو George Alboiu (ولد في 6 يوليو 1944 في روشيتي في أيالوميتا) هو شاعر روماني.
درس الادب في جامعة بوخارست بين عامي 1963 و1967. أول قصيدة له هي قصيدة Luceafărul ، وقد كتبها مع أعمال أخرى أثناء دراسته الجامعية ولكن أول عمل ينشر له هو Câmpia eternă وذلك عام 1968.